# Sturmabteilung
« Section d'assaut » redirige ici. Pour l’article homophone, voir Sexion d'assaut.
La Sturmabteilung (litt. section d'assaut, de « Sturm » signifiant « tempête » ou militairement « assaut » et « Abteilung » signifiant « détachement, section »), abrégée en SA, est une organisation paramilitaire du Parti national-socialiste des travailleurs allemands (le NSDAP ou « parti nazi »), organisation dont est ensuite issue la SS. La SA joue un rôle important dans l'accession au pouvoir d'Adolf Hitler en 1933. À partir de 1934, et après l'élimination de ses principaux dirigeants durant la Nuit des longs couteaux, la SA n'a plus aucun rôle politique.

## Terminologie
Le terme Sturmabteilung s'apparente à celui des Sturmtruppen, ces « troupes d'assaut » créées dans l'armée allemande lors de la Première Guerre mondiale, pour appuyer les grandes offensives.
Les SA sont appelées « chemises brunes » en raison de la couleur de l'uniforme de leurs membres à partir de 1925. C'est Gerhard Roßbach qui, à la fin de 1924, achète en Autriche un lot de surplus de chemises militaires tropicales de couleur brune. Elles sont disponibles en grand nombre pour un prix modique après la guerre car elles ont initialement été confectionnées pour habiller les troupes de l'empire colonial allemand, démantelé à l'issue de la Première Guerre mondiale.
Lorsque Adolf Hitler arrive à reconstituer les SA, après l'interdiction qui les frappe en vertu de la condamnation du putsch de 1923, il habille ses hommes avec ces chemises rapidement disponibles et fait fabriquer le reste des vêtements pour compléter l'uniforme (hauts-de-chausses, cravates, képis). Il semble que cela soit donc davantage par opportunisme économique que par choix symbolique que le brun fut adopté comme couleur officielle des SA et du parti nazi en général.

## Création et rôle

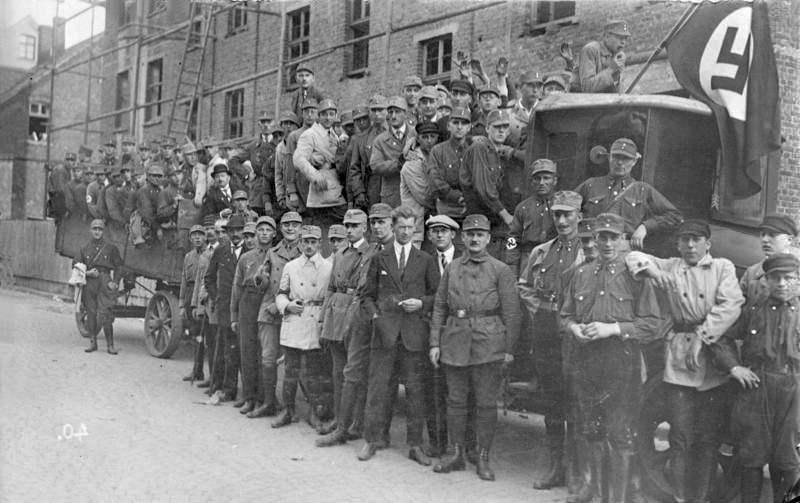
Sturmabteilung d'Essen en 1926.

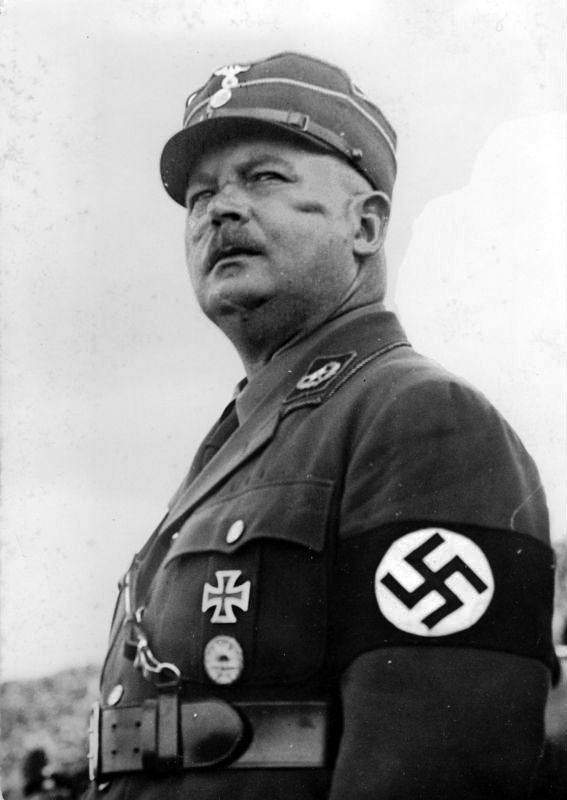
Ernst Röhm, Stabschef des SA de 1931 à 1934.

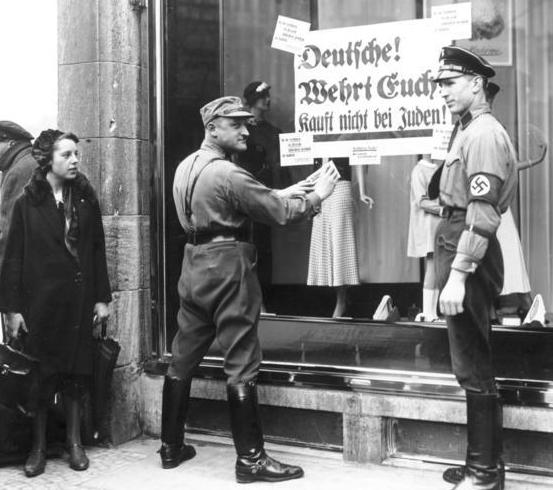
SA lors du boycott des magasins juifs le 1 avril 1933 à Berlin.

Adolf Hitler crée les SA à Munich le 8 août 1921 en réunissant d'anciens combattants, des officiers mécontents et des membres des corps francs (chargés de la répression des révolutionnaires communistes spartakistes pendant la révolution de 1918-1919). À la fondation Emil Maurice devient l'Oberster SA-Führer : le chef de la Sturmabteilung.
Leur constitution en troupe paramilitaire par les vétérans nationalistes vise d'abord à contourner les limitations du traité de Versailles dans lesquels les vainqueurs de la Première Guerre mondiale imposent de réduire l'armée régulière à 100 000 hommes.
Les SA comptent à l'origine deux mouvances : celle anticapitaliste et apparentée à la gauche ouvrière en l'Allemagne du Nord, incarnée par Röhm, et une seconde moins ouvriériste, plus proche des conceptions de Hitler, qui absorbera finalement la première. Néanmoins, notamment d'après l'historien allemand Joachim Fest, la seconde révolution prônée par les SA à partir de 1933 et jusqu'à la Nuit des longs couteaux s'apparente moins à un programme national-socialiste qu'au « désir d'individus isolés de faire fortune, ou encore de reprendre place dans la société en dehors de toute idéologie ».
Cette organisation est le premier groupe paramilitaire nazi à développer des titres pseudo-militaires afin de conférer des grades à ses membres. Le commandant de la SA porte le titre de SA-Stabschef, c'est-à-dire chef d'état-major de la SA. À partir de 1930 Adolf Hitler reste nominalement le chef de la SA avec le titre d'Oberster SA-Führer, avant cette année-là la SA connaît bon nombre d'Oberster SA-Führer en 10 ans. Les grades de la SA sont adoptés par de nombreux autres groupes du parti nazi dont la SS fondée en avril 1925.
À la suite de l'assassinat en 1930 du jeune militant Horst Wessel (qui a été élevé au rang de martyr), l'hymne officiel des SA est le Horst-Wessel-Lied, qui devient ensuite l'hymne du parti nazi.
Les SA font office de service d'ordre, qui écarte les opposants lors des rassemblements du parti nazi, puis elles prennent une importance de plus en plus grande dans l'organisation du pouvoir. Elles sont à l'origine de nombreux actes de violences dans les années 1920, principalement lors de combats de rues contre des groupes communistes comme le Roter Frontkämpferbund (l'Union de défense du Parti communiste d'Allemagne), et sont interdites à l'issue de la tentative de putsch de Hitler le 9 novembre 1923. L'organisation est à nouveau autorisée en 1926 et joue un rôle croissant (jusqu'à la Nuit des longs couteaux).
En 1933, après l'élection du NSDAP, les SA se voient en concurrence avec l'armée régulière (Reichswehr), en tant qu'artisans de la révolution national-socialiste. Les tensions entre Röhm et Hitler sur le rôle et le contrôle de ces troupes d'esprit révolutionnaire, créditées de 400 000 hommes, menacent l'unité du pouvoir. Röhm souhaite également, ainsi que bon nombre de ses camarades de la branche anticapitaliste de la SA, voir se poursuivre les efforts commencés et s'enclencher une « seconde révolution », qui se débarrasserait des infiltrations conservatrices de l'entourage de Hitler : ceux-ci influencent maintenant le NSDAP et empêchent toute réforme sociale importante. La fracture est d'autant plus grande entre Röhm et Hitler que des rumeurs commencent à circuler, au-dehors même des milieux nationaux-socialistes : selon certains, Röhm profère des propos traîtres lors de dîners organisés avec d'autres responsables de la SA. Ces rumeurs ne tardent pas à remonter vers la Chancellerie, où elles sont accentuées par l'écriture de rapports fallacieux et tronqués de la part des services SS, qui affirment que Röhm prépare instamment une insurrection, avec le concours d'un grand nombre des anciens collaborateurs d'Hitler. Afin de rétablir l'ordre au sein du parti de manière exemplaire, Hitler, poussé par ses conseillers dont Heinrich Himmler, le Reichsführer-SS, qui souhaite particulièrement voir disparaître cette organisation rivale, et par Joseph Goebbels, ordonne de purger la SA.
À l'été 1934, durant la Nuit des longs couteaux, Röhm et tous les chefs SA sont assassinés ou arrêtés. Les purges ne se limitent pas aux dirigeants SA : des éléments conservateurs nationalistes qui ont permis à Hitler d'accéder au pouvoir sous Hindenburg sont également assassinés : parmi eux, le général Kurt von Schleicher, les collaborateurs de Franz von Papen, ainsi que l'un des chefs de l'aile « gauche » du parti nazi, Gregor Strasser.
Après cet épisode, la SA joue un rôle marginal dans l'histoire du Troisième Reich, à l'exception néanmoins de sa participation lors de la nuit de Cristal en 1938, en organisant les pogroms et la spoliation des juifs dans toute l'Allemagne.
À partir de 1934, c'est Viktor Lutze qui dirige la SA « apaisée » jusqu'à sa mort en 1943. Des membres de la SA constitueront l'essentiel des effectifs de la Panzerdivision Feldherrnhalle. Wilhelm Schepmann prend sa succession jusqu'à la fin de la guerre et la dissolution de la SA, en 1945. Une petite partie des membres de la SA est aussi versée en janvier 1944 dans la nouvelle 18e division SS Horst Wessel.
La SA participe notamment aux combats lors des batailles de Vitebsk et de Narva, et est anéantie, en 1944, sur la Bérézina.
La SA est jugée lors du procès de Nuremberg, mais, contrairement à la Schutzstaffel (SS), n'est pas déclarée organisation criminelle.

## Évolution des effectifs
Après avoir augmenté de manière exponentielle entre 1930 et 1934, l'effectif décline après la nuit des Longs Couteaux :
- décembre 1930 : environ 100 000 ;
- janvier 1932 : environ 400 000 ;
- août 1934 : 2,9 millions ;
- avril 1939 : 1,2 million.

## Chefs de la SA

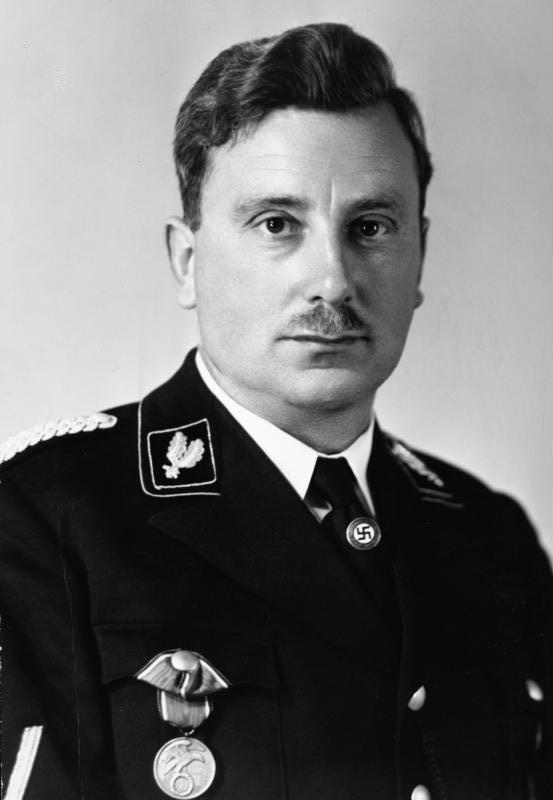
Emil Maurice, premier Oberster SA-Führer, de 1920 à 1921, mais ici en uniforme de SS-Oberführer (cliché non daté, probablement entre 1934 et 1937).

Le chef suprême des SA porte le titre d'Oberster SA-Führer. Ceux qui ont porté ce grade sont respectivement :
- Emil Maurice (1920-1921) ;
- Hans Ulrich Klintzsch (en) (1921-1923) ;
- Hermann Göring (1923) ;
- Aucun (1923-1925)[b] ;
- Franz Pfeffer von Salomon (1925-1930) ;
- Adolf Hitler (1930-1945).

La personne assurant la direction effective des SA porte le titre de Stabschef en français : « chef d’état-major » ; ce grade n'est créé qu'en 1929 et ceux qui l'ont porté sont successivement :
- Otto Wagener (1929-1931) ;
- Ernst Röhm (1931-1934) ;
- Viktor Lutze (1934-1943) ;
- Wilhelm Schepmann (1943-1945).